# Tikri
Tikri es un pueblo y nagar Panchayat situado en el distrito de Bagpat en el estado de Uttar Pradesh (India). Su población es de 14092 habitantes (2011). 

## Demografía
Según el  censo de 2001 la población de Tikri era de 13429 habitantes, de los cuales el 54% eran hombres y el 46% eran mujeres. Tikri tiene una tasa media de alfabetización del 52%, inferior a la media nacional del 59,5%: la alfabetización masculina es del 64%, y la alfabetización femenina del 38%.